# Йозеф Геккер
Йозеф Геккер — чеський інженер, нафтовий промисловець у Галичині 19 ст. У 1808—1819 рр. проживав у м. Дрогобич чи с. Виноградів. У 1810 р. І. Геккер заснував «Трускавецьке Гірничо-промислове Товариство «Доброї Надії» для пошуку корисних копалин.
Інтерес Геккера до нафтової рапи був наслідком його пошуку коричневого вугілля (Новоселиця, Мишина), сірчаних та металічних руд, солянок (Трускавець) та, насамперед, земного воску-озокериту (Космач, Слобода Рунгурська, Трускавець).
Гекер збудував у с. Модричі або його околицях неподалік с. Борислав у с. Губичі невелику рафінерію (нафтопереробне підприємство) для дистиляції сирої нафти на фракції
Й. Геккер у своїй статті-звіті за 1819 рік «Das Bergöhl in Galizien», яка була опублікована в «Повідомленнях» Віденського політехнічного інституту, описує як подробиці своєї зацікавленості нафтовою ропою, так і спосіб її дистиляції, а також наводить тимчасові терміни застосування очищеної нафтової рапи для освітлення замість олії. Дистиляція відбувалася у великому мідному казані з-під горілки, займала два чи два з половиною дні за постійної та невисокої температури. Продуктом дистиляції нафтової рапи була нафта та залишки чорної мазі. Цінним є також його опис виготовлення та популяризації першої нафтової лампи, винайденої І. Геккер. Він також пише про нафтову рапу у с. Слобода Рунгурська. Під час дистиляції рапи зі Слободи Рунгурської він отримував 16 % чистої нафти, тоді як рапа з Трускавця давала 30 % чистої нафти.